# Mesobiotus pseudonuragicus
Espèce
Synonymes
- Macrobiotus pseudonuragicus Pilato, Binda & Lisi, 2004

Mesobiotus pseudonuragicus est une espèce de tardigrades de la famille des Macrobiotidae.

## Distribution
Cette espèce est endémique des Seychelles.

## Publication originale
- Pilato, Binda & Lisi, 2004 : Notes on tardigrades of the Seychelles with the description of three new species. Italian Journal of Zoology (Modena), vol. 71, no 2, p. 171-178 (texte intégral).